# Solenopsis laurentia
Solenopsis laurentia là loài thực vật có hoa trong họ Hoa chuông. Loài này được (L.) C.Presl miêu tả khoa học đầu tiên năm 1836.